# Quercus buckleyi
Espèce
Classification phylogénétique
Synonymes
- Quercus rubra var. texana Engelm.[1]
- Quercus texana Young[1]
- Quercus texana auct. non Buckl.[2]

Statut de conservation UICN

 LC  : Préoccupation mineure
Quercus buckleyi est une espèce de chênes de la section Lobatae (les « chênes rouges ») de taille moyenne (jusqu'à 15 m) à feuilles caduques que l'on peut trouver au Texas et dans l'Oklahoma. Ses feuilles possèdent 7 à 9 lobes.

## Étymologie
Son épithète spécifique, buckleyi, lui a été donnée en l'honneur de Samuel Botsford Buckley (d) (1809-1884), botaniste et entomologiste américain qui en avait fait une première description  sous le nom Quercus taxana, nom qui n'était pas valide (nomen invalidum).

## Publication originale
- (en) Kevin C. Nixon et Laurence Joseph Dorr, « Typification of the Oak (Quercus) Taxa Described by S. B. Buckley (1809-1884) », Taxon, Utrecht, IAPT (d) et Wiley, vol. 34, no 2,‎ mai 1985, p. 211–228 (ISSN 0040-0262 et 1996-8175, DOI 10.2307/1221780, JSTOR 1221780, lire en ligne).